# Bad Lippspringe
Bad Lippspringe  è una città della Renania Settentrionale-Vestfalia, in Germania.
Appartiene al distretto governativo di Detmold e al circondario di Paderborn.

## Amministrazione

### Gemellaggi
- Templin, dal 1990